# Cimetière militaire italien de Bligny
Pour les articles homonymes, voir Cimetière militaire italien.
Pour un article plus général, voir Sites funéraires et mémoriels de la Première Guerre mondiale (Front Ouest).
Le cimetière italien de Bligny, est un cimetière militaire de la Première Guerre mondiale situé sur le territoire de la commune de Chambrecy dans le département de la Marne.

## Localisation
Le cimetière militaire italien est situé à dix-sept kilomètres à l’ouest de Reims, le long de la route départementale 980, sur le territoire de la commune de Chambrecy. Il est composé d'une nécropole et d'un jardin du souvenir.

## Présentation

### Jardin du souvenir
Sur le côté sud de la route RD 980 se trouve le jardin du souvenir, vaste pente plantée d’ifs avec au fond une colonne commémorative avec cette dédicace gravée : 

« ROMA AI 5000 ITALIANI  CADUTI COMBATTENDO PER LA FRANCIA  1914-1918. »

 (« Rome aux 5 000 Italiens tombés en combattant pour la France 1914-1918 »).

### Cimetière militaire
Il est situé en face du jardin du souvenir, sur le côté nord de la route.
C'est le plus grand cimetière militaire italien de la Première Guerre mondiale en France, s'étendant sur une surface de 3,5 hectares, qui contient 3 440 dépouilles de soldats italiens dont 3 040 sont enterrés sous des croix blanches. En majorité, il s’agit de soldats du IIe corps d'armée du général Alberico Albricci qui se battit lors de l’offensive Michael de juillet 1918.
On y trouve également la tombe du général Ugo Bagnani, en mission du gouvernement italien auprès de l'armée britannique, mort le 7 février 1917 à Cassel d’une pneumonie. Une croix érigée à sa mémoire.
Au milieu du cimetière se dresse un autel à la mémoire des 5 000 soldats italiens morts sur le sol français au cours de la Grande Guerre. Une stèle rappelle que d'avril à novembre 1918, 41 000 soldats italiens combattirent sur le front français.

### Monument à la mémoire de la Légion garibaldienne
Dans le cimetière, s'élève un monument aux soldats de la célèbre Légion Garibaldienne de 1914-1915 qui se trouvait notamment à Bolante en décembre 1914, Courte-Chausse et au Ravin-de-Meurisson en mars 1915, elle était sous les ordres du Lieutenant-colonel Peppino Garibaldi. Il s’y trouve aussi honoré la mémoire des Troupes Auxiliaires Italiennes en France - T.A.I.F.

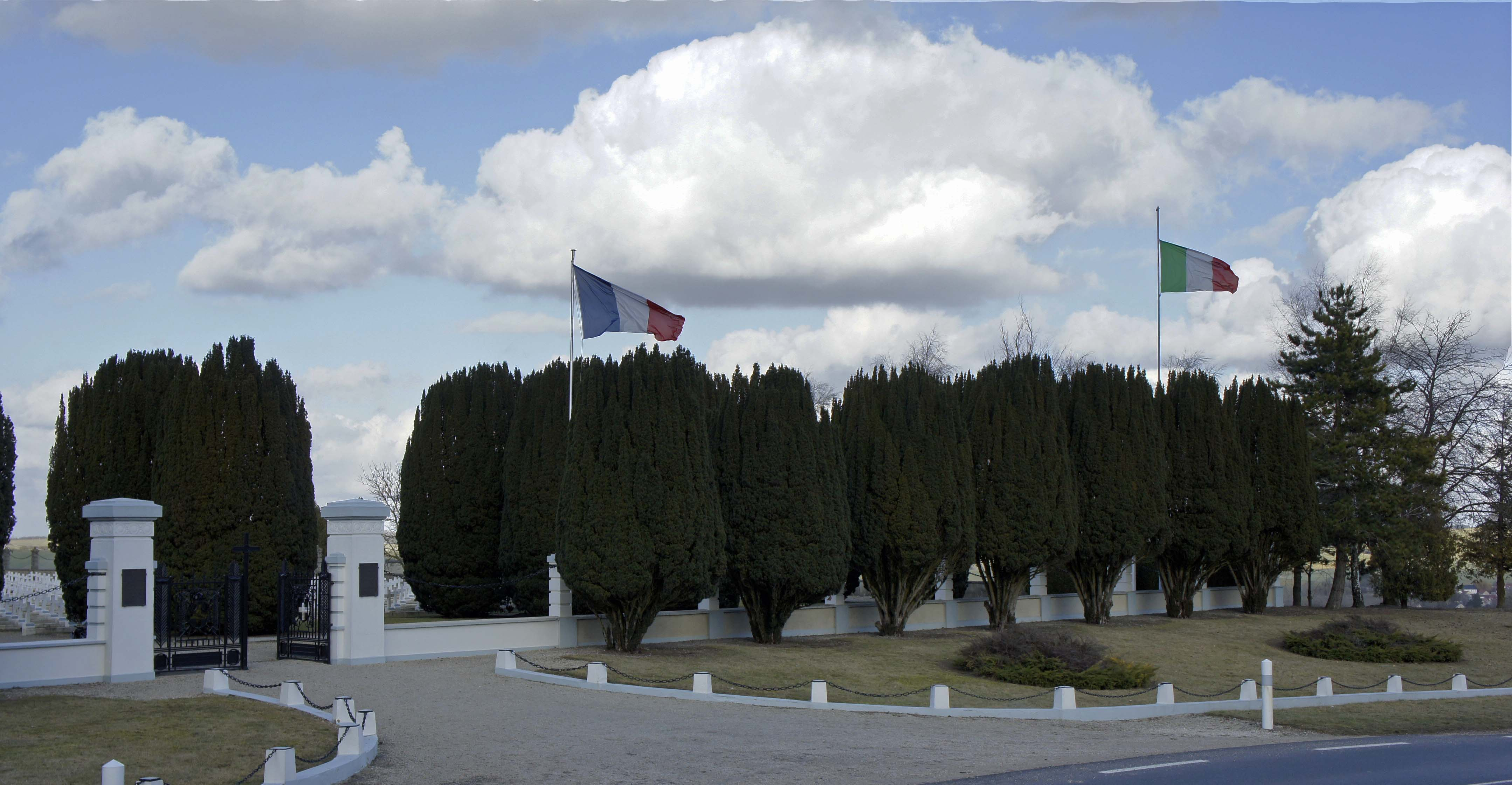
L'entrée du cimetière italien de Bligny.

## Galerie d’images

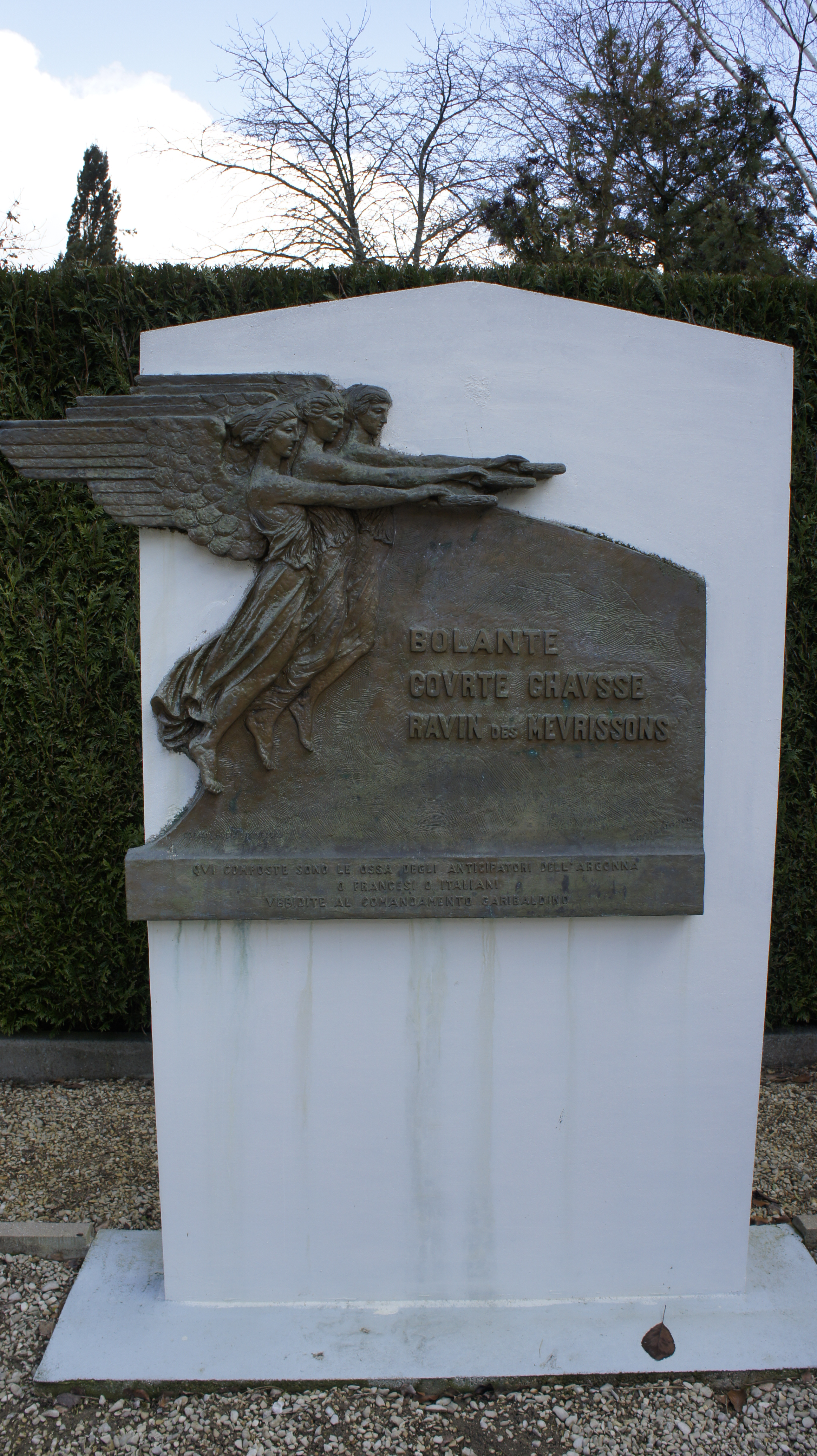
Monument à la Légion garibaldienne.
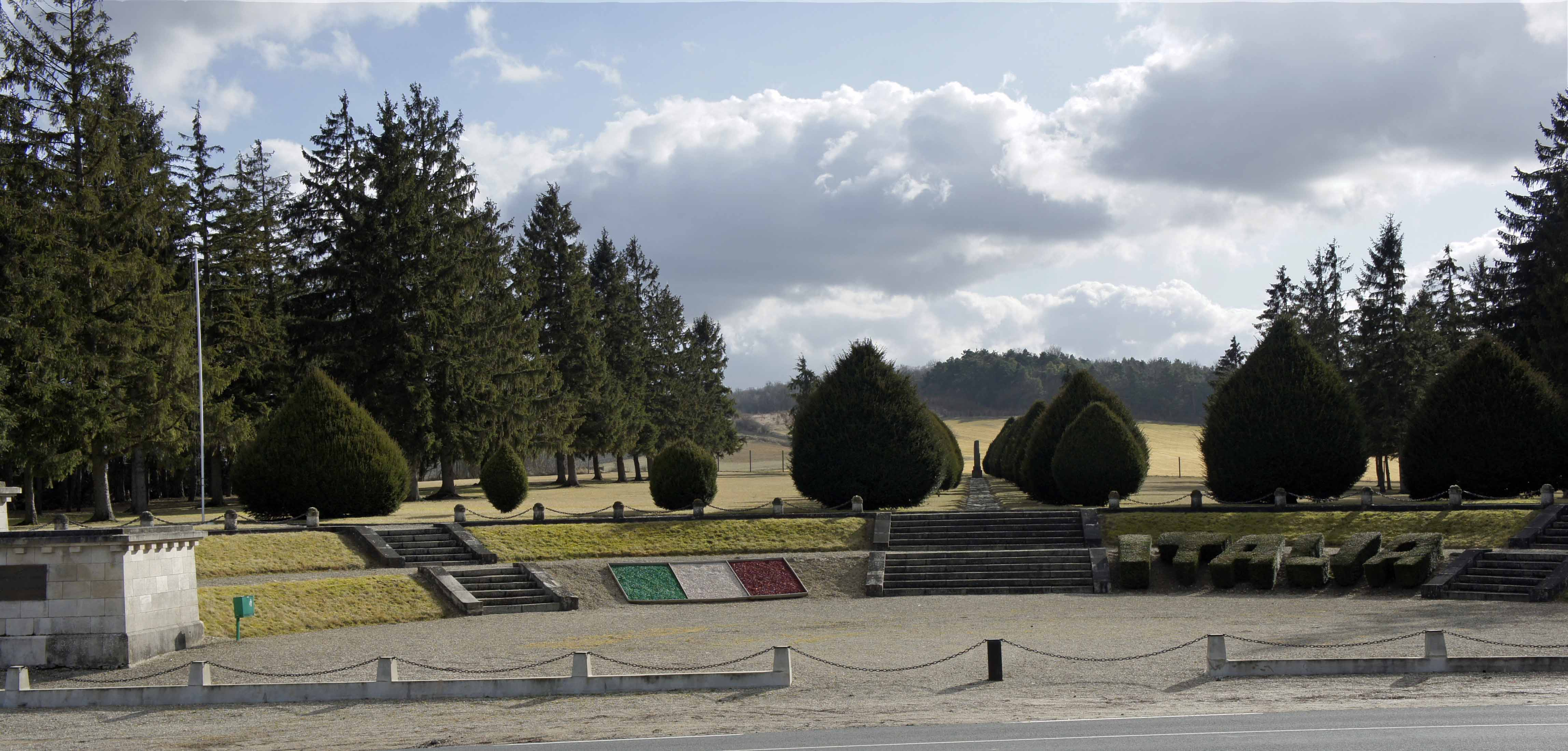
Jardin du souvenir.
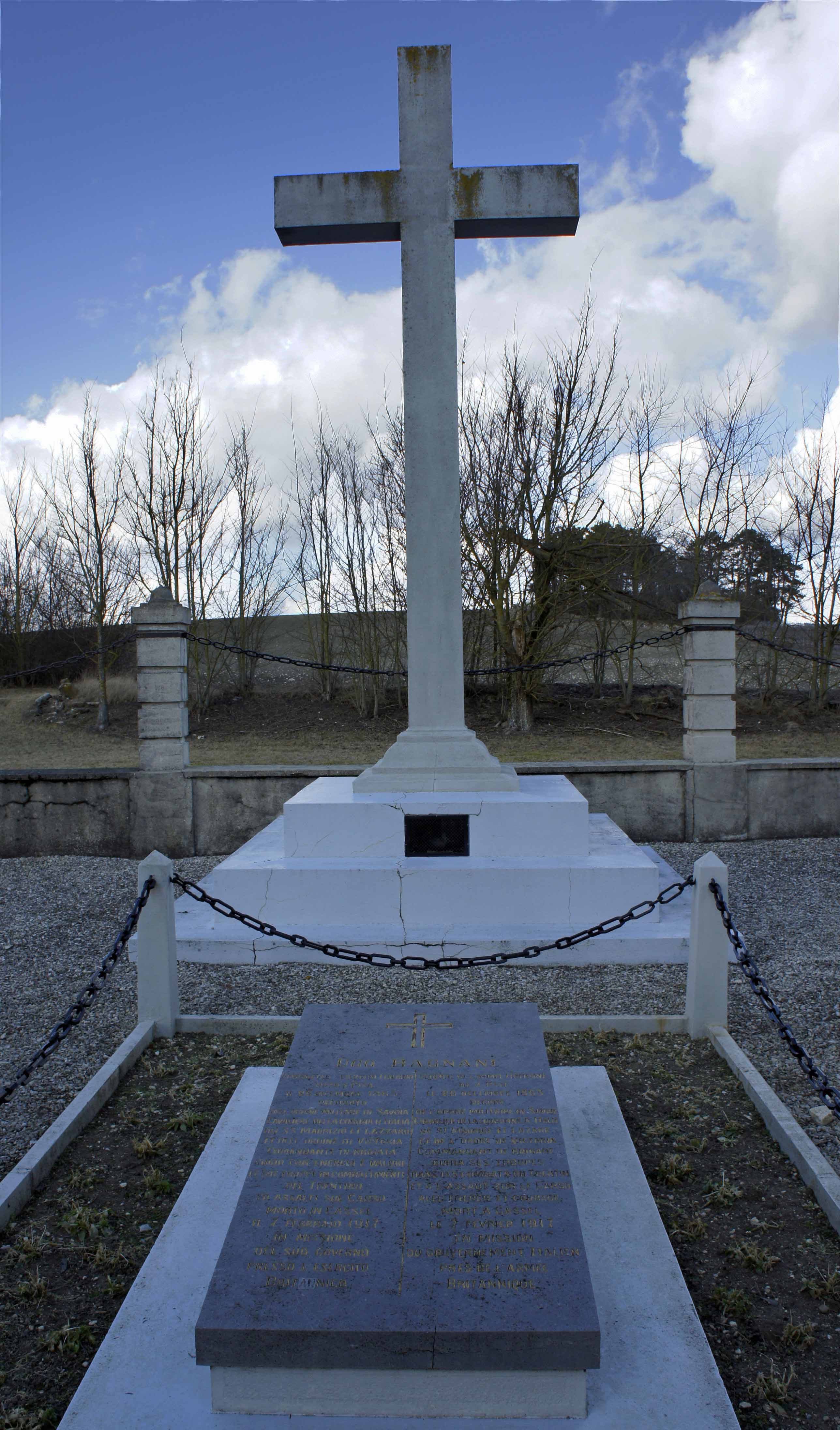
Tombe d'Ugo Bagnani.
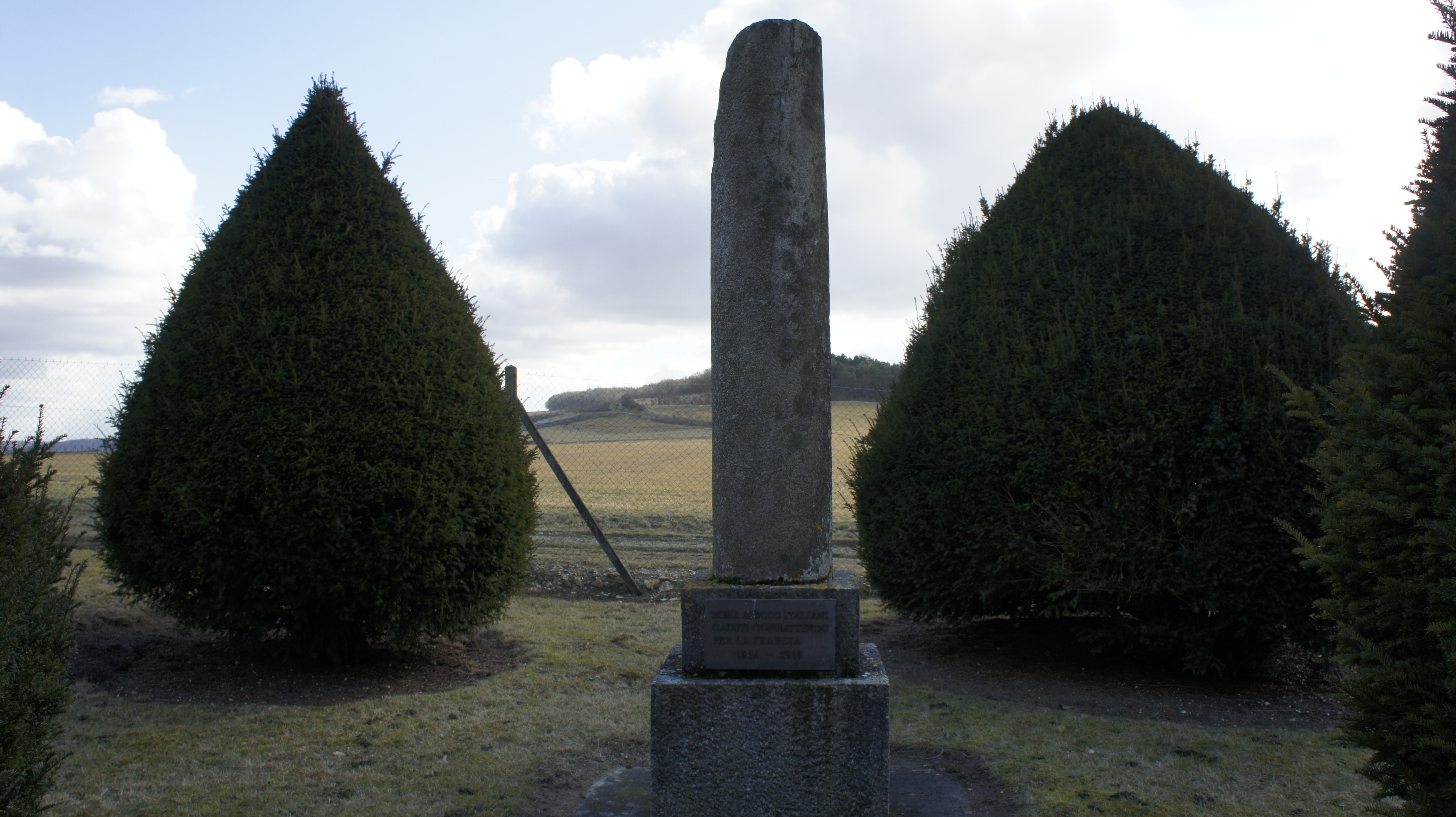
Colonne commémorative.

## Pour approfondir